# Рашевица
Рашевица је насеље у Србији у општини Параћин у Поморавском округу. Према попису из 2022. било је 768 становника.
Овде се налази Запис орах код амбуланте (Рашевица).

## Историја
До Другог српског устанка Рашевица се налазила у саставу Османског царства. Након Другог српског устанка Рашевица улази у састав Кнежевине Србије и административно је припадала Јагодинској нахији и Темнићској кнежини све до 1834. године када је Србија подељена на сердарства.

## Порекло становништва
Село је 1905. године имало 220 кућа.
Према пореклу ондашње становништво Рашевице из 1905. године може се овако распоредити:
- Староседелаца има 2 породице са 13 куће.
- Косовско-метохијских досељеника има 8 породице са 123 куће.
- Из околине има 7 породице са 72 куће.
- Из околине Мерошине има 1 породица са 12 куће. (подаци датирају из 1905. године[2]

## Демографија
У насељу Рашевица живи 998 пунолетних становника, а просечна старост становништва износи 44,7 година (44,2 код мушкараца и 45,2 код жена). У насељу има 376 домаћинстава, а просечан број чланова по домаћинству је 3,23.
Ово насеље је великим делом насељено Србима (према попису из 2002. године), а у последња три пописа, примећен је пад у броју становника.
|  |

| Демографија | Демографија | Демографија |
| Година      | Становника  | Становника  |
| ----------- | ----------- | ----------- |
| 1948.       | 1.828       |             |
| 1953.       | 1.863       |             |
| 1961.       | 1.907       |             |
| 1971.       | 1.625       |             |
| 1981.       | 1.562       |             |
| 1991.       | 1.467       | 1.388       |
| 2002.       | 1.215       | 1.350       |

| Етнички састав према попису из 2002.‍ | Етнички састав према попису из 2002.‍ | Етнички састав према попису из 2002.‍ | Етнички састав према попису из 2002.‍ | Етнички састав према попису из 2002.‍ |
| ------------------------------------ | ------------------------------------ | ------------------------------------ | ------------------------------------ | ------------------------------------ |
|                                      |                                      |                                      |                                      |                                      |
| Срби                                 | Срби                                 |                                      | 1.204                                | 99,09%                               |
| Руси                                 | Руси                                 |                                      | 1                                    | 0,08%                                |
| непознато                            | непознато                            |                                      | 4                                    | 0,32%                                |

| Рашевица у пописима Јагодинске нахије — од 1818. до 1829.                         |       |       |       |       |       |       |          |       |       |       |       |       |
| Година пописа                                                                     | 1818. | 1819. | 1820. | 1821. | 1822. | 1823. | 1824/25. | 1825. | 1826. | 1827. | 1828. | 1829. |
| Куће                                                                              | 66    | 66    | 66    | 69    | 69    | 71    | 76       | 76    | 78    | 81    | 81    | 78    |
| Пореске главе*                                                                    | -     | 79    | 82    | 81    | 83    | 84    | 89       | 89    | 88    | 88    | 94    | 90    |
| Арачке главе**                                                                    | 176   | 184   | 183   | 192   | 193   | 191   | 201      | 207   | 211   | 226   | 233   | 228   |
| *Пореске главе = Ожењени мушкарци \| ** Арачке главе = Мушкарци од 7 до 70 година |       |       |       |       |       |       |          |       |       |       |       |       |

| Година пописа     | 1948. | 1953. | 1961. | 1971. | 1981. | 1991. | 2002. |
| ----------------- | ----- | ----- | ----- | ----- | ----- | ----- | ----- |
| Број домаћинстава | 321   | 342   | 394   | 387   | 402   | 393   | 376   |

| Број чланова      | 1  | 2   | 3  | 4  | 5  | 6  | 7  | 8 | 9 | 10 и више | Просек |
| ----------------- | -- | --- | -- | -- | -- | -- | -- | - | - | --------- | ------ |
| Број домаћинстава | 71 | 101 | 60 | 51 | 34 | 35 | 16 | 6 | 2 | 0         | 3,23   |

| Пол    | Укупно | Неожењен/Неудата | Ожењен/Удата | Удовац/Удовица | Разведен/Разведена | Непознато |
| ------ | ------ | ---------------- | ------------ | -------------- | ------------------ | --------- |
| Мушки  | 509    | 127              | 327          | 35             | 9                  | 11        |
| Женски | 544    | 86               | 327          | 111            | 10                 | 10        |
| УКУПНО | 1.053  | 213              | 654          | 146            | 19                 | 21        |

| Пол    | Укупно                    | Пољопривреда, лов и шумарство | Рибарство                            | Вађење руде и камена | Прерађивачка индустрија       |
| ------ | ------------------------- | ----------------------------- | ------------------------------------ | -------------------- | ----------------------------- |
| Мушки  | 272                       | 145                           | 0                                    | 2                    | 67                            |
| Женски | 182                       | 123                           | 0                                    | 0                    | 26                            |
| УКУПНО | 454                       | 268                           | 0                                    | 2                    | 93                            |
| Пол    | Производња и снабдевање   | Грађевинарство                | Трговина                             | Хотели и ресторани   | Саобраћај, складиштење и везе |
| Мушки  | 2                         | 5                             | 21                                   | 7                    | 5                             |
| Женски | 0                         | 1                             | 10                                   | 1                    | 0                             |
| УКУПНО | 2                         | 6                             | 31                                   | 8                    | 5                             |
| Пол    | Финансијско посредовање   | Некретнине                    | Државна управа и одбрана             | Образовање           | Здравствени и социјални рад   |
| Мушки  | 1                         | 1                             | 5                                    | 2                    | 4                             |
| Женски | 1                         | 1                             | 6                                    | 5                    | 6                             |
| УКУПНО | 2                         | 2                             | 11                                   | 7                    | 10                            |
| Пол    | Остале услужне активности | Приватна домаћинства          | Екстериторијалне организације и тела | Непознато            | Непознато                     |
| Мушки  | 3                         | 0                             | 0                                    | 2                    | 2                             |
| Женски | 1                         | 0                             | 0                                    | 1                    | 1                             |
| УКУПНО | 4                         | 0                             | 0                                    | 3                    | 3                             |